# 穂積以貫
穂積 以貫（ほづみ いかん/これつら、元禄5年（1692年） - 明和6年9月22日（1769年10月21日））は、江戸時代の儒学者。播州姫路に、和算家穂積与信の子として生まれる。名は為仍、通称は伊助、号は能戒斎。
書写山で仏教を学んだ後、1714年（正徳3年）伊藤東涯に師事し、古学派堀川学派に属する。はじめ柳原家に仕え、1717年（享保2年）以降は町儒者として生活した。竹本座との関係が深く、近松門左衛門の『傾城酒呑童子』執筆に同席したという逸話が残り、自著『浄瑠璃文句評注難波土産』に近松の「虚実皮膜論」が記してあることでも知られる。次男は近松に私淑して近松半二を名乗る浄瑠璃作者となった。
著書に『論語国字解』などがある。